# صوفان (أرحب)
صوفان هي إحدى قرى عزلة بني سليمان بمديرية أرحب التابعة لمحافظة صنعاء، بلغ تعداد سكانها 127 نسمة حسب تعداد اليمن لعام 2004.